# Neosomatidia bipustulata
Neosomatidia bipustulata là một loài bọ cánh cứng trong họ Cerambycidae.